# ليبون ريجيس
ليبون ريجيس بلدية في ولاية سانتا كاتارينا في المنطقة الجنوبية من البرازيل. تم إنشاؤها عام 1958 بعد انفصالها عن بلدية كوريتيبانوس.